# Жан де Мариньи
Жан де Мариньи (фр. Jean de Marigny; ? — 26 декабря 1350) — французский священнослужитель, епископ Бове (1313—1347) и архиепископ Руана (1347—1350). Младший брат королевского советника Ангеррана де Мариньи.

## Биография
Происходил из старинной дворянской семьи. Получив церковное образование, при поддержке старшего брата Ангеррана, который был влиятельным министром при короле Филиппе IV, получил епископскую степень, с тем чтобы он осудил деятельность Ордена Тамплиеров.
В 1313 году стал епископом Бове и занимал эту должность в течение 24 лет. В период его деятельности было начато завершение строительства хоров Собора Святого Петра, прерванное из-за Столетней войны с Англией. Помимо церковной деятельности был Канцлером королевства в 1329 году и королевским наместником в Гаскони, в качестве которого был назначен в 1341 году.
В 1346 году руководил обороной Бове, когда в ходе войны город был осаждён англичанами, которые так и не смогли захватить город.
Благодаря успешной обороне города, в 1347 году стал архиепископом Руана и занимал эту должность в течение трёх лет до самой смерти 26 декабря 1350 года.